# Jean Behra
Jean Marie Berha (Niza, Francia; 16 de febrero de 1921-Berlín, Alemania; 1 de agosto de 1959) fue un piloto de automovilismo. En Fórmula 1 participó en la década de los 50 para las escuderías Gordini, BRM, Ferrari, Maserati y privados.
Aunque nunca pudo ganar un Gran Premio, obtuvo nueve podios en 52 carreras largadas, siendo uno de los pilotos con más podios sin victorias en Fórmula 1.
Murió el 1 de agosto de 1959 en Berlín, Alemania, en una carrera realizada previamente al GP de ese país, al salir despedido de su Behra-Porsche RSK tras chocar con el asta de una bandera del circuito AVUS.

## Resultados

### Fórmula 1
(Clave) (negrita indica pole position) (cursiva indica vuelta rápida)

| Año     | Escudería                 | 1       | 2       | 3       | 4       | 5       | 6       | 7       | 8       | 9       | 10      | 11      | Pos. | Puntos |
| ------- | ------------------------- | ------- | ------- | ------- | ------- | ------- | ------- | ------- | ------- | ------- | ------- | ------- | ---- | ------ |
| 1952    | Equipe Gordini            | SUI 3   | 500     | BEL Ret | FRA 7   | GBR     | GER 5   | NED Ret | ITA Ret |         |         |         | 11°  | 6      |
| 1953    | Equipe Gordini            | ARG 6   | 500     | NED INJ | BEL Ret | FRA 10  | GBR Ret | GER Ret | SUI Ret | ITA     |         |         | NC   | 0      |
| 1954    | Equipe Gordini            | ARG DSQ | 500     | BEL Ret | FRA 6   | GBR Ret | GER 10  | SUI Ret | ITA Ret | ESP Ret |         |         | 26°  | 1⁄7    |
| 1955    | Officine Alfieri Maserati | ARG 6‡  | MON 3‡  | 500     | BEL 5‡  | NED 6   | GBR Ret | ITA 4   |         |         |         |         | 9°   | 6      |
| 1956    | Officine Alfieri Maserati | ARG 2   | MON 3   | 500     | BEL 7   | FRA 3   | GBR 3   | GER 3   | ITA Ret |         |         |         | 4°   | 22     |
| 1957    | Officine Alfieri Maserati | ARG 2   | MON INJ | 500     | FRA 6   | GBR Ret | GER 6   | PES Ret | ITA Ret |         |         |         | 11°  | 6      |
| 1958    | Ken Kavanagh              | ARG 5   |         |         |         |         |         |         |         |         |         |         | 11°  | 9      |
| 1958    | Owen Racing Organisation  |         | MON Ret | NED 3   | 500     | BEL Ret | FRA Ret | GBR Ret | GER Ret | POR 4   | ITA Ret | MAR Ret | 11°  | 9      |
| 1959    | Scuderia Ferrari          | MON Ret | 500     | NED 5   | FRA Ret | GBR     |         |         |         |         |         |         | 17°  | 2      |
| 1959    | Jean Behra                |         |         |         |         |         | GER DNS | POR     | ITA     | USA     |         |         | 17°  | 2      |
| Fuente: |                           |         |         |         |         |         |         |         |         |         |         |         |      |        |